# Pachnobia fennica
Pachnobia fennica là một loài bướm đêm trong họ Noctuidae.